# Багала

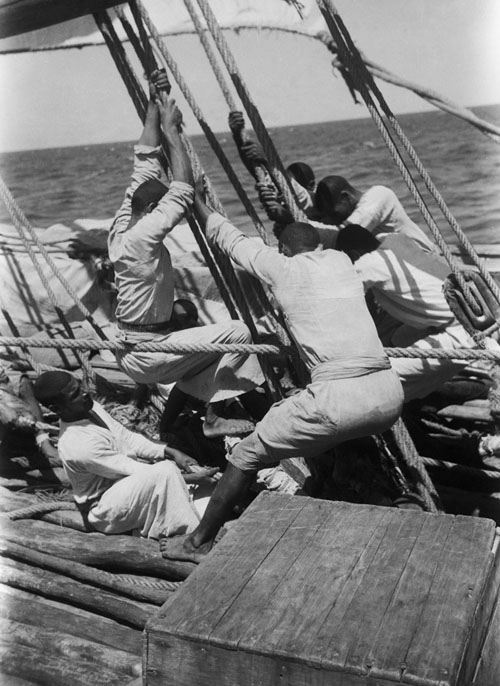
Багала потребує велику команду.

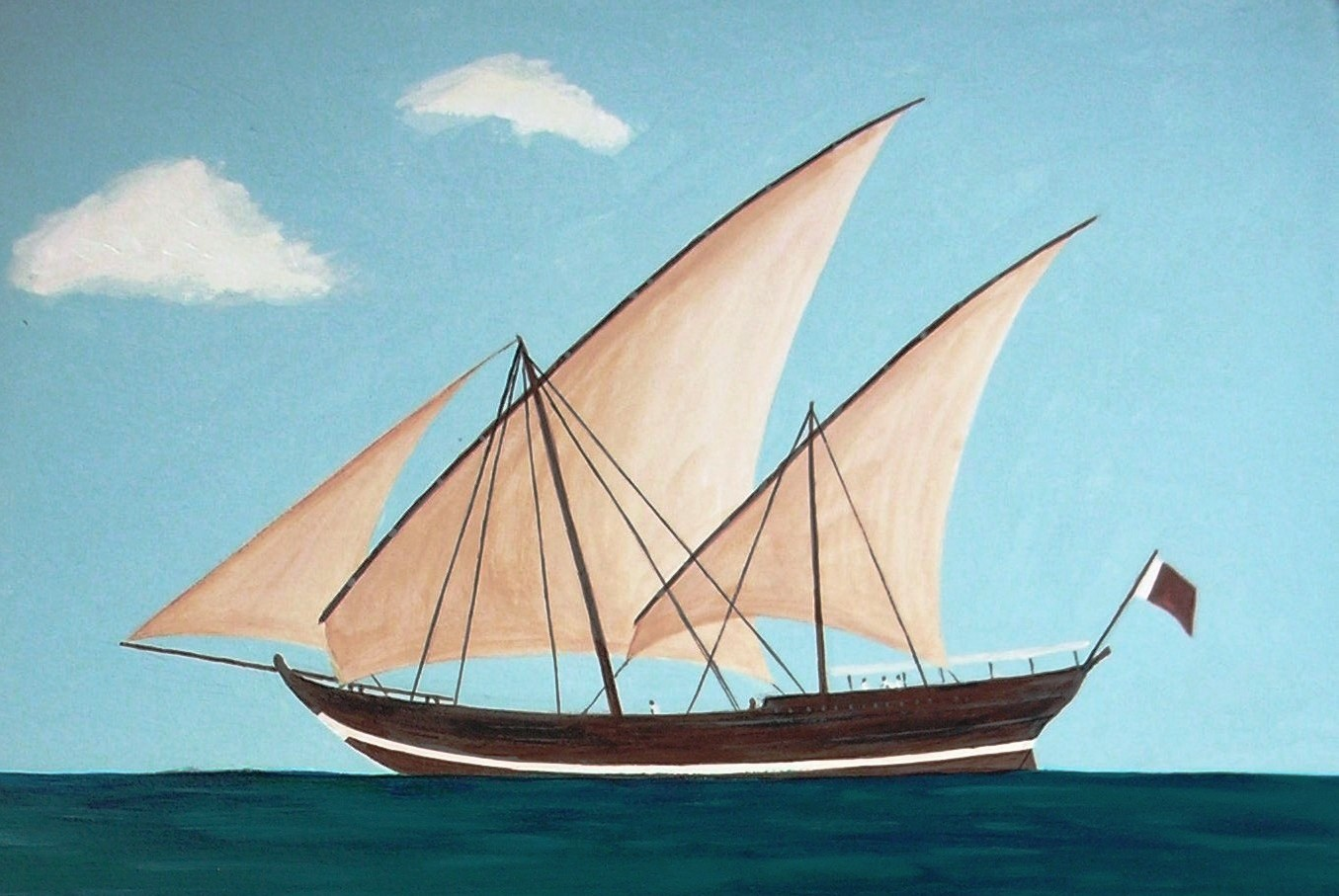
Багала під вітрилами.

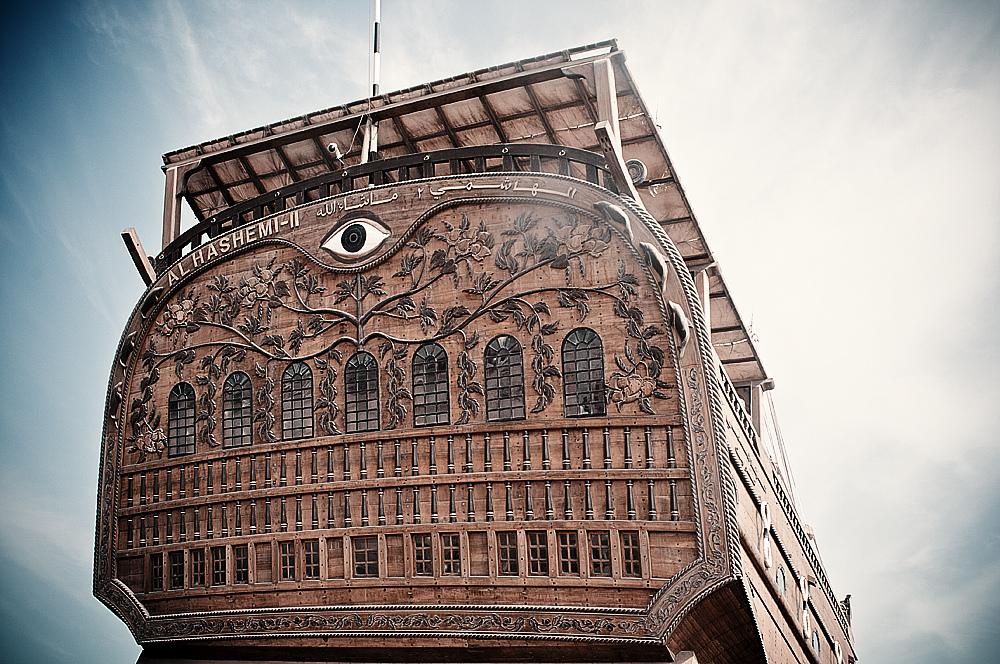
Корма багали «Аль-Хашемі-II» прикрашена різьбленням. Кувейт.

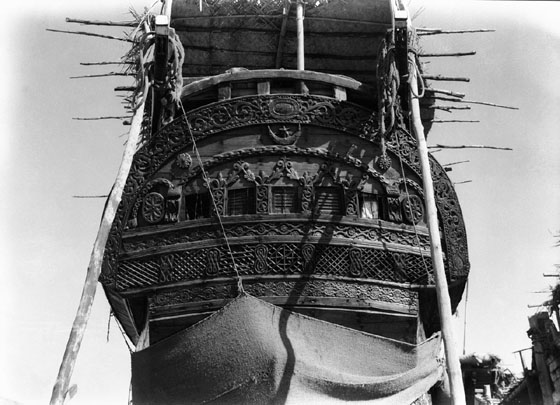
Корма багали "Принцеса морів" (Amirat Al-Behar). Фото початку XX ст.

Багала, або багла (араб. بغلة) — традиційне велике арабське вітрильне судно для далеких плавань, одне з найбільших за розміром і найбагатше прикрашене серед інших дау. З арабської назва судна «багала» перекладається як «мул».

## Опис
Багала, разом з ганджа і бумом відносилась до найбільших за розміром дау. Вона мала довжину 25-35 метрів і водотоннажність100-300 тон. Це судно традиційно дуже багато прикрашалось і часто використовувалось в презентаційних цілях.
Багала мала похилий вигнутий форштевень на носі і пласку транцеву корму з високим кватердеком, схожу на корму європейського галеона. Корма зазвичай багато прикрашалась різьбленням і розписами, на ній часто розміщувались вікна, галереї і балюстради.
Багала була озброєна двома і рідше трьома щоглами з косими чотирикратними арабськими вітрилами у формі неправильної трапеції з короткою передньою шкаториною. Передня грот-щогла була приблизно в 1,2 рази більшою за кормову бізань. Грот-щогла була нахилена вперед приблизно на 10°, тоді як бізань встановлювалась вертикально. Якщо встановлювалась третя щогла (мала бізань), вона зазвичай мала нахил в сторону корми. Додатково на багалі міг встановлюватись бушприт, який ніс трикутний клівер.
Як велике і важке судно, багала потребувала для управління значної команди, що складалась як мінімум з 30 моряків. Деякі судна потребували навіть до 40 моряків.
Схожим типом судна є ганджа (в Індії відома як «котія»), яку часто важко відрізнити від багали.

## Історія

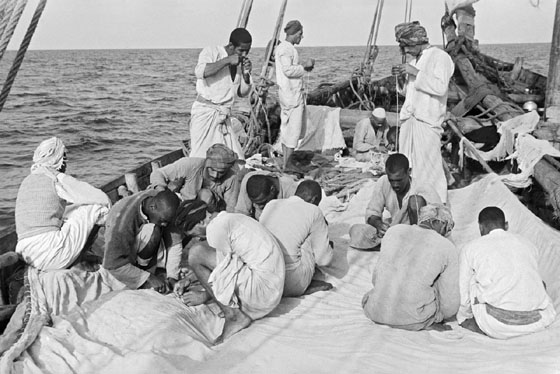
Екіпаж багали за починкою вітрил

Багали широко використовувались до початку XX століття в якості торгових суден в Індійському океані і морях навколо Аравійського півострова. Вони курсували по маршрутах від Сінду, Індії, Бенгальської затоки і островів прянощів на сході до африканського узбережжя Суахілі на заході і були одним з основних типів кораблів, які використовуються арабськими торговцями.

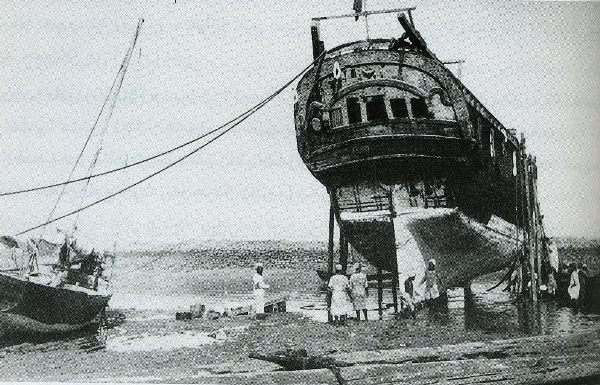
Спуск на воду багали, старе фото.

На початку XIX століття ці кораблі також були частиною піратських флотів різноманітних еміратів з узбережжя Перської затоки та Аравійського півострова. На суднах військового і піратського призначення уздовж бортів встановлювалися легкі артилерійські гармати, для ведення вогню в фальшборті робили гарматні порти. Для здійснення психологічного ефекту, навіть при відсутності озброєння неіснуючі гарматні порти. на фальшборті могли бути просто намальовані.
У сприятливих умовах багала може розвинути швидкість до 9 вузлів, але це було дещо громіздке судно, що потребувало великого екіпажу і на початку XX ст. було замінене на більш маневрений і легший в управлінні бум.